# Circonscription de Chios
La circonscription de Chios (en grec Εκλογική περιφέρεια Χίου) est une circonscription législative de la Grèce. Elle correspond au territoire du nome de Chios. Elle compte 64 904 électeurs inscrits en janvier 2015.

Situation de la circonscription de Chios

## Élections législatives de mai 2012

### Résultats
La circonscription de Chios élit deux députés en mai 2012. Les élections ont lieu au scrutin proportionnel plurinominal avec prime majoritaire et un seuil de représentation de 3 % des suffrages exprimés au niveau national.
33 130 électeurs se sont exprimés sur 66 096 inscrits, soit un taux de participation de 50,12 %. Parmi les vingt-trois listes candidates, deux listes obtiennent chacune un siège dans la circonscription.
| Rang | Liste                              | Nombre de voix | Pourcentage des voix | Nombre de sièges |
| ---- | ---------------------------------- | -------------- | -------------------- | ---------------- |
| 1    | Nouvelle Démocratie                | +10 578,       | 29,59 %              | 1                |
| 2    | Mouvement socialiste panhellénique | +05 842,       | 16,34 %              | 1                |
| 3    | SYRIZA                             | +04 704,       | 13,16 %              | 0                |
| 4    | Grecs indépendants                 | +03 238,       | 9,06 %               | 0                |
| 5    | Parti communiste de Grèce          | +02 851,       | 7,98 %               | 0                |
| 6    | Aube dorée                         | +02 006,       | 5,61 %               | 0                |
| 7    | Gauche démocrate                   | +01 678,       | 4,69 %               | 0                |

### Députés

#### Nouvelle Démocratie
La liste de la Nouvelle Démocratie est en tête et obtient un siège.
| Rang | Nom                       | Nombre de voix |
| ---- | ------------------------- | -------------- |
| 1    | Konstantinos Mousouroulis | +3 617,        |

#### Mouvement socialiste panhellénique
La liste du Mouvement socialiste panhellénique est deuxième et obtient un siège.
| Rang | Nom                        | Nombre de voix |
| ---- | -------------------------- | -------------- |
| 1    | Konstantinos Triantadyllos | +3 049,        |

## Élections législatives de juin 2012

### Résultats
La circonscription de Chios élit deux députés en juin 2012. Les sièges sont répartis à l'issue d'un scrutin proportionnel plurinominal avec prime majoritaire entre les listes ayant obtenu au moins 3 % des suffrages exprimés au niveau national.
31 943 électeurs se sont exprimés sur 66 041 inscrits, soit un taux de participation de 48,37 %. Parmi les dix-huit listes candidates, deux listes obtiennent au moins un siège dans la circonscription.
| Rang | Liste                              | Nombre de voix | Pourcentage des voix | Nombre de sièges |
| ---- | ---------------------------------- | -------------- | -------------------- | ---------------- |
| 1    | Nouvelle Démocratie                | +10 786,       | 34,18 %              | 1                |
| 2    | Mouvement socialiste panhellénique | +06 000,       | 19,02 %              | 1                |
| 3    | SYRIZA                             | +05 815,       | 18,43 %              | 0                |
| 4    | Gauche démocrate                   | +02 464,       | 7,81 %               | 0                |
| 5    | Grecs indépendants                 | +01 819,       | 5,77 %               | 0                |
| 6    | Aube dorée                         | +01 593,       | 5,05 %               | 0                |
| 7    | Parti communiste de Grèce          | +01 269,       | 4,02 %               | 0                |

### Députés

#### Nouvelle Démocratie
La liste de la Nouvelle Démocratie est en tête et obtient un siège.
| Rang | Nom                        |
| ---- | -------------------------- |
| 1    | Konstantinos Moussouroulis |

#### Mouvement socialiste panhellénique
La liste du Mouvement socialiste panhellénique est deuxième et obtient un siège.
| Rang | Nom                        |
| ---- | -------------------------- |
| 1    | Konstantinos Triandafyllos |

## Élections législatives de janvier 2015

### Résultats
La circonscription de Chios élit deux députés en janvier 2015. Les sièges sont répartis à l'issue d'un scrutin proportionnel plurinominal avec prime majoritaire entre les listes ayant obtenu au moins 3 % des suffrages exprimés au niveau national.
31 967 électeurs se sont exprimés sur 64 904 inscrits, soit un taux de participation de 49,25 %. Parmi les quinze listes candidates, deux listes obtiennent chacune un siège dans la circonscription.
| Rang | Liste                                | Nombre de voix | Pourcentage des voix | Nombre de sièges |
| ---- | ------------------------------------ | -------------- | -------------------- | ---------------- |
| 1    | Nouvelle Démocratie                  | +12 133,       | 38,89 %              | 1                |
| 2    | SYRIZA                               | +08 460,       | 27,11 %              | 1                |
| 3    | Mouvement socialiste panhellénique   | +02 131,       | 6,83 %               | 0                |
| 4    | La Rivière                           | +01 971,       | 6,32 %               | 0                |
| 5    | Parti communiste de Grèce            | +01 724,       | 5,53 %               | 0                |
| 6    | Aube dorée                           | +01 464,       | 4,69 %               | 0                |
| 7    | Mouvement des socialistes démocrates | +00800,        | 2,56 %               | 0                |
| 8    | Grecs indépendants                   | +00759,        | 2,43 %               | 0                |

### Députés
La répartition des sièges au sein de chaque liste élue dépend du nombre de voix obtenues individuellement par chaque candidat, suivant le système du vote préférentiel. Dans la circonscription de Chios, les listes peuvent comporter jusqu'à quatre candidats. Les électeurs peuvent exprimer un vote préférentiel pour l'un des candidats sur la liste pour laquelle ils votent.

#### Nouvelle Démocratie
La liste de la Nouvelle Démocratie est en tête et obtient un siège.
| Rang | Nom                  | Nombre de voix |
| ---- | -------------------- | -------------- |
| 1    | Panagiotis Mitarachi | +4 943,        |

#### SYRIZA
La liste de la SYRIZA est deuxième et obtient un siège.
| Rang | Nom                 | Nombre de voix |
| ---- | ------------------- | -------------- |
| 1    | Andreas Michaïlidis | +3 095,        |